# Mokrzycznik
Mokrzycznik (Holosteum L.) – rodzaj roślin z rodziny goździkowatych. Obejmuje cztery gatunki. Rodzaj występuje w Europie (tu tylko jeden gatunek i bez północnej części kontynentu), w północno-zachodniej Afryce oraz w Etiopii, a także w południowo-zachodniej Azji po Pakistan, zachodnie Chiny i Kazachstan. Do flory Polski należy jeden gatunek – mokrzycznik baldaszkowy H. umbellatum. Gatunek ten rośnie też introdukowany w Ameryce Północnej i Południowej oraz w Południowej Afryce.
Naukowa nazwa rodzaju utworzona została z greckich słów holos znaczącego „cały” i osteon znaczącego „kość” w nawiązaniu do wątłości i kruchości rośliny.

## Morfologia
PokrójRośliny jednoroczne z cienkim korzeniem palowym, z łodygą prosto wzniesioną lub podnoszącą się, pojedynczą lub rozgałęzioną, na przekroju zaokrągloną.
LiścieZebrane w odziomkową rozetę i łodygowe. Rozetowe zwężone są u nasady w ogonek, górne liście są siedzące. Blaszka jest nieco mięsista, jednożyłkowa, w dole pędu łopatkowata do lancetowatej, w górze eliptyczna do jajowatej, na wierzchołku zaostrzona.
KwiatyZebrane w szczytowy kwiatostan w postaci baldachokształtnej wierzchotki, u nasady z błoniastołuskowatymi przysadkami. Kwiaty osadzone są na szypułkach wzniesionych w czasie kwitnienia i po dojrzeniu owoców, ale zwisających w dół po przekwitnieniu. Kwiaty są obupłciowe, czasem tylko słupkowe (żeńskie). Działek kielicha jest 5, są one wolne, zielone, na brzegu biało obłonione, lancetowate lub jajowate, na końcu zaostrzone i płaskie (bez kapturka). Płatki korony są białe lub zaróżowione, z paznokciem, nieco powcinane na szczycie, ale nie dwudzielne. Pręcików jest 3–5. Zalążnia z trzema szyjkami.
OwoceTorebki walcowate lub jajowate, otwierające się sześcioma odginającymi się ząbkami. Zawierają kilkadziesiąt pomarańczowych lub brązowych nasion.

## Systematyka
Pozycja systematyczna
Rodzaj z plemienia Alsineae podrodziny Alsinoideae z rodziny goździkowatych Caryophyllaceae.
Wykaz gatunków
- Holosteum klopotovii (Tzvelev) Tzvelev
- Holosteum kobresietorum Rech.f.
- Holosteum marginatum C.A.Mey.
- Holosteum umbellatum L. – mokrzycznik baldaszkowy

Zaliczany tu dawniej Holosteum cordatum L. obecnie klasyfikowany jest jako Drymaria cordata (L.) Willd. ex Schult. Z kolei gatunek Holosteum glutinosum (M.Bieb.) Fisch. & C.A.Mey. jest obecnie klasyfikowany jako H. umbellatum subsp. glutinosum (M.Bieb.) Nyman.